# Terra Indígena Fazenda Remanso
A Terra Indígena Fazenda Remanso ou Reserva Indígena Fazenda Remanso é uma terra indígena localizada na microrregião de Barra e mesorregião do Vale São-Franciscano, no estado da Bahia. Ocupa uma área de 336,45 ha no município de Muquém do São Francisco. As terras ainda não foram homologadas e são habitadas por indígenas da etnia tuxá.